# Syngnathoides
Syngnathoides é um género de peixe da família Syngnathidae.
Este género contém as seguintes espécies:
- Syngnathoides biaculeatus